# Football Club United of Manchester
El Football Club United of Manchester o FC United, és un club de futbol semiprofessional amb seu al barri de Moston, a Manchester, i juga els partits a casa al Broadhurst Park.

## Història
Va ser fundat el 2005 per aficionats del Manchester United FC contraris a l'adquisició del club per part de l'empresari estatunidenc Malcolm Glazer. El FC United va entrar a la segona divisió de la North West Counties Football League, va obtenir tres ascensos consecutius i va ser ascendit per quarta vegada a la National League North per a la temporada 2015-16. En competicions de copa, el FC United va assolir la segona ronda de la FA Cup el 2010–11 i la quarta ronda del FA Trophy el 2014–15. El 2019 va descendir a la Northern Premier League .

Després de compartir el terreny entre 2005 i 2014 amb el Bury FC a Gigg Lane, el FC United va inaugurar el seu propi camp al nord-est de Manchester el 2015. L'equip va ser entrenat per Karl Marginson des de la seva formació el 2005 fins a l'octubre de 2017. Els colors habituals de l'equipament del club són samarreta vermella, pantaló curt blanc i mitjons negres. La seva insígnia es basa en l'escut de la ciutat i inclou un vaixell al mar i tres franges amb motiu dels tres rius que travessen Manchester.

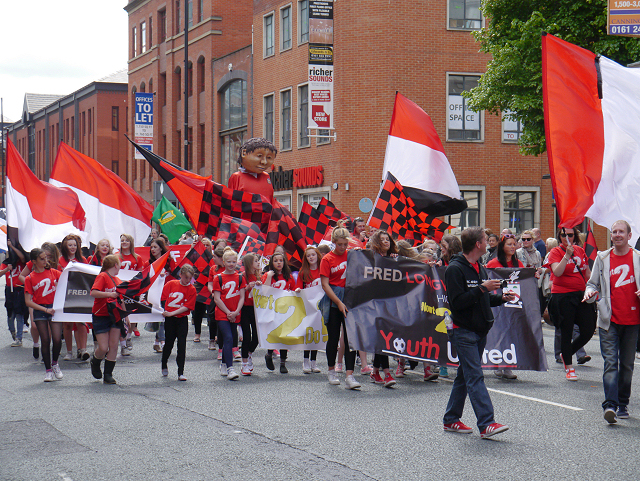
Manchester Day Parade 2013

Després del Heart of Midlothian FC d'Edimburg i l'Exeter City FC d'Exeter, el FC United és el tercer club de futbol d'accionariat popular del Regne Unit amb més socis, que el dirigeixen democràticament i tenen el mateix dret a vot.
L'equip femení del FC United va competir per primera vegada la temporada 2012-13. Va acabar segon a la Greater Manchester Women's Football League darrere del Manchester City FC. També va arribar a la final de la Copa de la Lliga GMWFL però van perdre 0-1 davant el Manchester City FC. Després de tornar a quedar subcampió el 2013–14, va guanyar un doblet de lliga i copa el 2015, guanyant l'ascens a la North West Women's Regional Football League. Va acabar subcampió en les dues temporades següents, darrere de MSB Woolton la 2015-16 i el Merseyrail Bootle la 2016-17, guanyant una lliga i una copa del comtat en la darrera temporada. La temporada 2017-18 l'equip va guanyar el seu primer triplet, defensant la lliga i les copes del comtat i assegurant un ascens a la North West Women's Regional Football League Premier Division.